# Бузињето (Торино)
Бузињето је насеље у Италији у округу Торино, региону Пијемонт.
Према процени из 2011. у насељу је живело 278 становника. Насеље се налази на надморској висини од 186 м.